# Temnothorax xanthos
Temnothorax xanthos is een mierensoort uit de onderfamilie van de Myrmicinae. De wetenschappelijke naam van de soort werd voor het eerst geldig gepubliceerd in 2004 door Alexander G. Radchenko.